# Kevin Stitt
John Kevin Stitt (Milton, 28 dicembre 1972) è un politico statunitense, governatore dell'Oklahoma a partire dal 14 gennaio 2019.

## Biografia
Nato a Milton, in Florida, Stitt trascorre i suoi primi anni di vita a Wayne, per poi trasferirsi a Norman, dove si diploma presso la Norman High School. In seguito frequenta la Oklahoma State University-Stillwater, dove si laurea in contabilità, per poi iniziare a lavorare nel settore dei servizi finanziari.
Nel 2017 annuncia pubblicamente la sua candidatura a governatore dell'Oklahoma con il Partito Repubblicano. Vincerà alle elezioni dell'anno successivo, insediandosi il 14 gennaio 2019.